# Православный храм
Православный храм (православная церковь) — храм, предназначенный для совершения общественного православного богослужения.
В православном храме выделяется три части:
- алтарь с престолом,
- средняя часть (часто увенчанная куполом),
- притвор;

что соотносится с устройством ветхозаветной скинии, также имевшей три части:
- святая святых,
- святилище,
- двор,

однако не является прямым подражанием, а исторически развивается исходя из логики христианского богослужения.

## История
Раннехристианская архитектура, ознаменовавшая начало и становление архитектурных форм, впоследствии нашедших многообразное воплощение на всей территории Европы и христианского Востока, также являлась и последним периодом античного зодчества, со свойственными ему традициями изобразительного искусства и организацией внутреннего пространства храма.
Выделяют два этапа развития раннехристианской архитектуры:
- от возникновения до присвоения христианству официального статуса императором Константином;
- от Константина Великого до падения Западной части Римской империи в 476 году.

Первый этап. Первым христианским храмом считается Сионская горница, где было установлено важнейшее таинство — Евхаристия. В этот период выступления проповедников (апостолов) происходят в синагогах, а собрания верующих — в домах членов общин. После разрыва с иудаизмом, для совершения богослужений христиане старались использовать наиболее подходящие чистые просторные помещения, изолированные от мирской суеты. Позднее эти дома приспосабливаются под самостоятельные церкви (например, дом-церковь в Дура-Европос, 231 г.).
При наступлении периодов гонений со стороны римских властей, положение христиан становилось нелегальным, поэтому места их собраний скрывались. В качестве храмов также использовались катакомбы (заброшенные шахты, рудники, каменоломни, соляные пещеры со сложной системой подземных галерей-некрополей) Рима, Эфеса, Александрии, Сиракуз и других городов, древнейшими из которых являются катакомбы св. Каллиста (нач. III века), а также кладбища. На месте мученичества святых или на их могилах устраивались мартириумы в виде ограды или часовни.

В промежутках между гонениями было построено немало церквей, так что в 303 году в одном Риме было более 40 церквей. Кроме Рима, такие открытые церкви существовали и в других городах, например, Неокесарии, Никомидии, Тире и др. — Е. Нестеровский. Литургика, т.1, Изд.3, М., 1909, с.104
Принимая во внимание память 28 декабря (10 января) о сожжённых в 302 году в Никомидии Максимианом 20 000 христиан, собравшихся на праздник Рождества Христова в свой храм, можно предположить, что некоторые из христианских храмов ещё во времена гонений имели весьма внушительные размеры.
В архитектурном плане христианские храмы того времени далеко не всегда были трёхчастными и обращёнными алтарём на восток. Отделённых алтарей ещё не было, а престолы водружались посреди храмов. При почти полном отсутствии икон, христиане молились на символизирующих собою Христа священнослужителей, которые стояли или сидели лицом к народу и, в свою очередь, молились на этот народ — Царственное священство (1Пет. 2:9), видя в каждом человеке живой образ Божий (Быт. 1:27). Позже, при ослаблении благоговения мирян и во избежание искушений (при взирании на женщин), и духовенство и миряне стали молиться лицом к востоку, поэтому в восточной части храма стал возвышаться престол и горнее место, а ещё позже алтарь стал отделяться от кафоликона массивным иконостасом.
Второй этап начинается вслед за легализацией христианства в 313 году Константином Великим и закреплением (Феодосием I Великим в 380 году) за христианством статуса единственной государственной религии. В то же время мать Константина — Елена начала строительство множества церквей в Палестине, в том числе — величественного Храма Гроба Господня в Иерусалиме. При Константине начинается масштабное строительство христианских церквей по всей империи. Под христианские храмы приспосабливали прежние языческие храмы или гражданские административные здания бази́лики (греч. βασιλική — «дом базилевса, царский дом»). Базилика, в отличие от крестово-купольного храма, имеет простую двускатную кровлю над центральным нефом и односкатные покрытия боковых нефов. Внутрь помещения может смотреть как стропильный потолок, так и кессонированный. Алтарная апсида завершается конхой.
С развитием обрядовой стороны, происходит усложнение композиции храма, появляются:
- атриум перед входом, имевший в центре фонтан для омовений или крещальную купель;
- притвор;
- трансепт (поперечный неф) для увеличения алтарной части.

В IV веке происходит интенсивное возведение базиликальных церквей на востоке Римской империи, не подвергавшейся, как на западе, разорительным набегам варварских племён.
Для северной Сирии это — трёхнефная базилика с полукруглой апсидой, скрытой между двумя прямоугольными (базилика в Браде, 395—402 гг.). Иногда возводились две башни у западного фасада; такой приём, являясь местной традицией, впоследствии стал характерным для этого типа храмов.
В южной Сирии сооружались храмы однонефные с плоским перекрытием и с апсидами различных форм (церковь Юлиана, 344 г., «восточная церковь» в Умм идж Джимале) или трёхнефные церкви, где нефы были равны по высоте (церковь в Тафе).
На западе империи, особенно в Италии, преобладала трёхнефная или пятинефная базилика. Древнейшая церковь Рима — Сан Джованни ин Латерано (319 г.).
На дальнейшее развитие храмовой архитектуры сильное влияние оказали сирийские церкви V—VI в.в., среди которых особенно примечательна церковь в Коджа-Калесси (V в.), центральная ячейка среднего нефа которой имеет купольное завершение. На Востоке также возникает новый тип христианского сооружения — монастырь (V в.).
Важное место в становлении христианской архитектуры занимали центрические сооружения:
- гробница (в чьих формах нашла развитие поздняя античная традиция);
- баптистерии;
- и крестовидные церкви (IV—V вв.).

После распада Римской империи становление и развитие православных архитектурных традиций происходило на территории Византии вплоть до взятия Константинополя турками-османами в 1453 г.
За тысячелетнюю историю развития византийского искусства, полностью сформировался крестово-купольный тип храма, воспринятый затем русским зодчеством. Образцом православного храма для Руси явился грандиозный собор Софии константинопольской.

## Символика
Традиционно христианские храмы в плане имеют:
- крест — символ креста Христова как основы вечного спасения,
- круг (тип храма ротонда) — символ вечности,
- квадрат (четверик) — символ земли, где народы сходятся в храм с четырёх сторон света, а также — символ духовной крепости,
- восьмиугольник (восьмерик на четверике) — символ путеводной Вифлеемской звезды. Число 8 — символ будущей вечной жизни (6 дней творения мира, седьмой день — нынешний, восьмой — будущий),
- корабль (обычно вытянутый прямоугольник или овал) — символ Ноева ковчега, плывущего через «бушующее житейское» море страстей к тихой гавани (в Царство Небесное).

Каждый храм посвящён какому-либо христианскому празднику или святому, день памяти которого называется храмовым (престольным) праздником. Иногда в храме устраивают несколько алтарей (приделов). Тогда каждый из них посвящён своему святому или событию.
Согласно традиции, храм обычно строится алтарём на восток. Однако существуют исключения, когда литургический восток может не соответствовать географическому (например, церковь мученика Иулиана Тарсийского в Пушкине — алтарь обращён на юг; церковь Успения Пресвятой Богородицы в с. Никола Рожок Тверской области — алтарь обращён на север). Не возводились православные храмы, алтарной частью обращённые на запад. В других случаях ориентированность по сторонам света могла объясняться территориальными условиями.
Кровля храма увенчивается куполом с крестом. В византийской традиции купол крылся непосредственно по своду, в русской традиции в связи с «вытягиванием» вверх формы купола возникло пространство (барабан) между сводом и куполом. По распространённой традиции православные храмы могут иметь:
- 1 купол — символизирует единого Господа Иисуса Христа;
- 2 купола — два естества Христа (божественное и человеческое);
- 3 купола — Святая Троица;
- 5 куполов — Христос и четыре евангелиста;
- 7 куполов — семь даров Святого Духа (Ис. 11:2—3), семь столпов дома Премудрости (Прит. 9:1), семь дней недели, семь таинств христианских, семь печатей книги в деснице Сидящего на престоле, а также закланный Агнец с семью рогами и семью очами, которые суть семь духов Божиих (Откр. 5:1-6), семь Вселенских соборов;
- 9 куполов — девять чинов ангельских;
- 13 куполов — Христос и 12 апостолов.
- 24 купола — 12 колен Израилевых (или же 12 малых пророков) в Ветхом Завете и 12 апостолов в Новом Завете;
- 25 куполов — 24 коронованных старца, сидящих на престолах в белых одеждах вокруг престола Иисуса Христа (Откр. 4:4);
- 33 купола — возраст Христа, в котором его распяли.

Православный храм изображает собою:
- Весь космос,
- Рай на земле,
- Царство Небесное,
- Церковь Христову,
- Каждого человека:

Разве не знаете, что вы храм Божий, и Дух Божий живет в вас? Если кто разорит храм Божий, того покарает Бог: ибо храм Божий свят; а этот [храм] — вы.
— 1Кор. 3:16-17

## Устройство
В православном храме выделяют три части: притвор, основной объём храма — наос (средняя часть) и алтарь. В притворе раньше стояли те, кто готовился к крещению и кающиеся, временно отлучённые от причастия. Притворы в монастырских храмах часто использовались также в качестве трапезных.

### Православный алтарь
Алтарь — место таинственного пребывания Господа Бога, является главной частью храма. Самое важное место в алтаре — престол в форме четырёхугольного стола, имеет две одежды: нижнюю из белого полотна (срачи́ца) и верхнюю парчовую (инди́тия). Символическое значение престола — как места, где невидимо пребывает Господь. На престоле находится антиминс — главный священный предмет храма. Это освящённый архиереем шёлковый плат с изображением положения Христа во гроб и с зашитой частицей мощей какого-либо христианского мученика. Связано это с тем, что в первые века христианства служба (Литургия) совершалась на гробницах мучеников над их мощами. Антиминс заворачивается в илитон.
Возле восточной стены в алтаре находится «горнее место» — возвышенное седалище, предназначенное для архиерея и синтрон — дугообразная скамья для духовенства, примыкающая изнутри к восточной стене алтаря, симметрично его продольной оси. К XIV—XV вв. стационарный синтрон вовсе исчезает. Вместо него при архиерейском богослужении для сослужащих епископов и священников устанавливают переносные седалища без спинок и ручек.
Алтарную часть от кафоликона отделяет алтарная преграда — иконостас. На Руси многоярусные иконостасы появляются в нач. XV в. (Успенский собор во Владимире). В классическом варианте иконостас имеет 5 ярусов (рядов):
- местный (в нём располагаются местночтимые иконы, царские врата и дьяконские двери);
- праздничный (с маленькими иконами двунадесятых праздников) и деисусный чин (главный ряд иконостаса, с которого началось его формирование) — эти два ряда могут меняться местами;
- пророческий (иконы ветхозаветных пророков со свитками в руках);
- праотеческий (иконы ветхозаветных святых).

Однако в широком распространении рядов может быть 2 и больше. В шестой ярус могут входить иконы со сценами страстей или святых, не вошедших в апостольский ряд.
Состав икон в иконостасе может быть различным. Наиболее традиционно устоявшиеся изображения:
- На двустворчатых царских вратах, расположенных посередине местного ряда, чаще всего находятся 6 клейм — изображение Благовещения и четырёх евангелистов.
- Слева от царских врат — икона Богородицы, справа — Иисуса Христа.
- Вторая вправо от Царских врат икона соответствует престолу (храмовая икона).
- На дьяконских дверях — обычно архангелы, прославленные во святых архидиаконы или другие святые.
- Над царскими вратами — «Тайная вечеря», выше (на той же вертикали) — «Спас в силах» или «Спас на престоле» деисусного чина, справа от Него — Иоанн Предтеча, слева — Богородица. Особенность икон из Деисуса — фигуры чуть повёрнуты, обращены к центральному образу Христа.

Иконостас завершается крестом с фигурой Христа (иногда без неё). Иконостасы бывают павильонного типа (храм Христа Спасителя в Москве), тябловые (были распространены в XV—XVII в.в.) и каркасные (появляются с началом строительства барочных храмов). Иконостас — символ небесной Церкви, предстоящей с земною.
Завеса, отделяющая престол от царских врат, называется катапетасмой. Цвет катапетасмы бывает различным — тёмный в трагические дни, на праздничные богослужения — золотой, голубой, алый. Входить в царские врата, а также пересекать пространство между катапетасмой и престолом не должен никто, кроме священнослужителей.
В самом алтаре или сбоку от него может располагаться ризница, сосудохранительница и пономарка с кадильной нишей, вытяжкой дыма и умывальником.

### Наос
Наос (кафоликон) — основное, по размеру наибольшее пространство храма, символ земного пребывания людей и места общения с Богом.
Вдоль иконостаса со стороны основного пространства храма располагается небольшое протяжённое возвышение — солея (внешний престол). Общий уровень пола алтаря и солеи совпадают и приподняты над уровнем храма, количество ступеней — разное. Символическое значение солеи — приближение к Богу всех священнодействий, происходящих на ней. Там же устраивается амвон (выступ солеи перед царскими вратами), с которого священником произносятся слова Священного Писания и проповеди. Его значение велико — в частности, амвон представляет собой гору, с которой проповедовал Христос.
Облачальный амвон представляет собой возвышение посреди церкви, на котором совершается торжественное облачение архиерея и нахождение до входа в алтарь.
Места для певчих во время богослужения называются клиросами и находятся на солее, перед флангами иконостаса, а также на хорах (на балконе с внутренней стороны западной стены православного храма). У восточной пары столбов кафоликона может располагаться царское место — у южной стены для правителя и их приближённых, у северной — для их благоверных супруг и дочерей. В некоторых старинных храмах у одного из передних столпов была огороженная возвышенность с аналоем, стасидией и книжным шкафчиком для чтеца, а иногда даже отдельный балкон (назывался амвон) с винтовой лестницей.
Храм освещается паникадилом и канделябрами, а обогревается радиаторами отопления. В прежние времена в храмах функционировали печи, сложные дымоходы от которых встраивались в сами стены.
Главными украшениями и достопримечательностями православного храма являются иконы. Они, разных форм, типов, размеров и способов изготовления, могут покрывать собою всё внутреннее пространство храма и часто располагаются даже снаружи в стенах храма.
В каменных, кирпичных, железобетонных и в некоторых деревянных храмах распространена настенная роспись. Она, как правило, выдержана в едином стиле по всему объёму. Сохранность росписи — одна из самых сложных задач в содержании храма: копоть от дыма множества горящих свечей, лампад, кадильных углей и ладана оседает на влажные от холодного конденсата стены храма и въедаются в тонкий слой красок икон. Традиционной формой храмовой росписи византийской эпохи была мозаика, гораздо лучше переносящая эту проблему. В конце XIX века в Российской империи появились артели мозаичников, позаимствовавших опыт европейских коллег. Качество мозаики Санкт-Петербургских Исаакиевского собора и Храма Спаса-на-Крови многих специалистов удивляет своей долговечностью. Однако высокая стоимость мозаики является главной причиной её малораспространённости.
В каждом храме есть небольшие навесные деревянные иконы, их на соответствующие им праздники снимают со стен и полагают на аналой для всеобщего лобызания и носят на крестные ходы. Более крупные иконы встраиваются в иконостас и отдельные киоты.

### Притвор
Притвор (предхра́мие) — символ греховной земли. Здесь молились оглашенные, кающиеся и некоторые болящие. В отсутствие оглашенных, притворы используются для испрашивания милостыни, сбережения тепла в зимнее время, в некоторых хозяйственных целях, или не строятся совсем. Тем не менее, по Типикону и по церковным канонам в притворе положено совершать: литию, панихиду, некоторые часы, повечерия, полунощницы, чины оглашения, обручения, отпевания и освящения молочной и яичной пищи (мясная пища в храм не должна приноситься, а освящать её положено в доме немонашествующего иерея). К притвору относят и паперть (внешний притвор) — крыльцо со ступенями и площадкой перед входными дверями храма. Несмотря на большую декоративную привлекательность, высокая паперть не очень удобна: для пожилых (а их большинство) прихожан тяжело подниматься и спускаться по многочисленным ступеням, особенно заледеневшим в зимнее время, по современным нормам требуется сооружение пандусов для инвалидных и детских колясок, затруднительно заносить и выносить гробы с покойниками во время отпеваний, хоругви, плащаницу, раки с мощами на крестных ходах, крупногабаритную церковную утварь, мебель, строительно-реставрационные леса и др.
В притворах некоторых монастырских храмов располагалась братская Трапезная, как второй, более низкий и тёплый храм, и как символ Сионской горницы, где происходила пасхальная Тайная вечеря. Трапезная устраивалась по ширине апсиды.
Над притвором обычно возвышается колокольня, которая символизирует свечу Господу Богу. Колокольню следует отличать от звонницы — сооружения для подвески колоколов, не имеющего башнеобразной внешности.
Другими структурными частями православного храма могут являться пристройки в виде галереи, соприкасающиеся храмы — приделы во образ града Небесного Иерусалима.

### Вокруг православного храма
Храм, церковь — самый распространённый вид культового сооружения в православии и в отличие от часовни имеет алтарь с престолом. Колокольня может стоять как вплотную к храму, так и отдельно от него. Нередко колокольня «вырастает» из трапезной. Во втором ярусе колокольни может располагаться маленький храм (темничка). В более поздние времена, когда возводились тёплые церкви, в подклете устраивалась печь для обогрева всего здания.
Возле храма, иногда в самом храме, и даже под престолом, может сооружаться сухой колодец — непопираемое ногами место, куда сливается после совершения крещения святая вода, а также вода после мытья икон, церковной утвари и полов в храме.
По современным нормативам православные храмы оборудуются охранной и пожарной сигнализациями.
Вокруг православного храма прокладывается дорожка для крестных ходов, а прилегающая территория обязательно благоустраивается, производится ограждение участка, посадка цветов и деревьев (в том числе плодовых), например, круговая обсадка, образующая своеобразную беседку. Такой садик имеет также символическое значение райского сада.
Часто возле храма возводится причтовый дом, где устраиваются:
- крестильня,
- продажа свеч, икон, православных книг,
- комнаты для отдыха или для проживания священнослужителей и церковнослужителей,
- аудитории для воскресных школ,
- кухня и трапезная для сотрудников, прихожан и нуждающихся,
- приходские бухгалтерия, канцелярия и отдел кадров,
- библиотека,
- просфорня,
- швейная мастерская,
- прачечная,
- различные складские и ремонтные помещения.

Также при храме может обустраиваться:
- детская площадка,
- туалет с умывальником,
- место для сжигания некоторых освящённых предметов,
- автостоянка.

Изначально при христианских храмах общественное служение осуществляли богадельни, больницы, инвалидные дома, вдовие дома, интернаты для детей-сирот, приюты для бездомных, бесплатные столовые и другие благотворительные организации.
При современных храмах иногда организуются художественные кружки, клубы, спортивные секции и даже танцевальные площадки для привлечения и знакомства православной молодёжи. В одном причтовом доме, даже очень большом, трудно разместить все приходские службы и отделы, поэтому вокруг православного храма часто возводится целый комплекс храмовых зданий, выполненных в едином архитектурном стиле. Такие храмы становятся не только религиозными, но и культурными центрами, охватывающими, по возможности, всех жителей городских микрорайонов.

## Виды православных храмов
По официальному статусу православные храмы могут быть:
1. кафедральными (архиерейскими соборами) — главный собор в епархии
2. дворцовыми (кремлёвскими, крепостными),
3. приходскими (ставропигиальными, благочинными, городскими, сельскими, загородными),
4. монастырскими (надвратными, трапезными, пещерными, исповедальнями. Самый большой или самый древний храм монастыря может называться «кафоликоном», по-русски «собором»),
5. подворьями,
6. домовыми (келейными),
7. усыпальницами,
8. кладбищенскими,
9. больничными,
10. тюремными,
11. войсковыми (стационарными, походно-полевыми и корабельными),
12. миссионерскими,
13. единоверческими,
14. семинарскими (учебными, школьными),
15. паломническими,
16. мемориалами (на местах боевой славы),
17. музейными (остающиеся в ведении музеев, где богослужения разрешаются только несколько раз в году),
18. разрушенными,
19. восстанавливающимися,
20. строящимися,
21. временными,
22. перевозными (на кораблях, автомобилях, в железнодорожных вагонах),
23. привокзальными,
24. часовнями,
25. молельнями,
26. святыми уголками (в исключительных случаях).

Большие по размеру храмы, расположенные в центре крупных населённых пунктов, часто называются «соборами», а маленькие — «церквами», «церкву́шками».
Только при каком-либо храме может существовать православный приход и теплиться православная жизнь. Поэтому обустройство и украшение храма — важнейшая забота каждого православного христианина. Каждый священнослужитель и церковнослужитель приписан к какому-либо действующему православному храму, где он имеет право и обязанность совершать общественное богослужение (в других православных храмах священно- и церковнослужители могут служить только с разрешения местного священноначалия или же молиться как простые миряне). В Русской православной церкви на начало 2016 года насчитывалось около 35 000 храмов. Патриарх Кирилл призывает участвовать в строительстве новых православных храмов, чтобы они стали в шаговой доступности для всего населения.

## Этапы развития архитектурных форм
В связи с распространением православия по всему миру, возможным стало огромное разнообразие храмовой архитектуры. Связанная в основе с традициями Византийского зодчества, она представляет собой синтез древних строительных и декоративных приёмов и канонов со стилевыми особенностями, характерными для архитектуры конкретного региона. Таким образом, в рамках одной христианской конфессии нашли своё воплощение самобытные и уникальные храмовые сооружения, отражающие не только суть христианского учения, но и мироощущение отдельного народа.

### Россия
Древнерусская храмовая архитектура до конца XVII века развивалась в соответствии с религиозными канонами и местными традициями. С принятием христианства в качестве государственной религии в 988 г. на Руси стали появляться первые каменные храмы, возводимые под руководством приглашённых из Византии мастеров. Однако в большинстве своём храмы на Руси были деревянными. Известны также пещерные храмы в Киево-Печерском и Псково-Печерском монастырях.
С началом правления Петра I и ориентированности на западное светское искусство внешний облик православных храмов стал также тесно связан с развитием художественных стилей (таких как барокко, классицизм, ампир, различные направления модерна).
Первый православный храм Руси, который упоминается в Повести временных лет, в договоре 944 года, — это «сборная церковь» Ильи пророка в Киеве, по всей видимости, деревянная, она не сохранилась; точное местонахождение её в Киеве в настоящее время неизвестно. Позже православные храмы Киевской Руси строились из кирпича («пли́нфы»), который потом имел широкое применение на протяжении всех периодов русского храмового строительства. Для северо-западных земель (Новгорода, Пскова), Владимиро-Суздальского и Московского княжеств характерно было использование белого камня.
Третьим видом строительного материала для церквей служило дерево. Большой пласт уникальных образцов русского деревянного зодчества находится в северных регионах России (знаменитый Кижский погост в Карелии, памятники Кенозёрья в Архангельской обл.). До настоящего времени дошли деревянные храмы, построенные не ранее XVII в.
С конца XIX века некоторые православные храмы стали создаваться из железобетона.
Типология русского каменного храмового зодчества:
- Крестово-купольный храм (появился в X в. с принятием христианства, самый ранний тип храма, широко распространён);
- Шатровый храм (с XVI в., широко распространён);
- «Иже под колоколы» (с конца XV в., был широко распространён в конце XV — первой половине XVI в.): ярус звона располагается над основным объёмом храма;
- Корабль (появился в середине XVII в., широко распространился в эпоху барокко);
- Восьмерик на четверике (получил распространение в эпоху барокко);
- Ротонда (отдельные древнерусские образцы («немецкая божница»), эпохи барокко (церковь Рождества Богородицы в Подмоклово) и классицизма (церковь иконы «Всех скорбящих радость» на Ордынке), встречается редко);
- Зальный храм (отдельные примеры, такие как Петропавловский собор в Санкт-Петербурге (1712-33 г.г.)).

Типология русского деревянного храмового зодчества: 

На внешний облик храма и его внутреннее убранство также влияла и общественно-политическая ситуация, например: возведение грандиозных соборов в Киеве, Владимире, Новгороде, которые должны были стать символом могущества Древней Руси, религиозной преемственности византийских традиций. Осуществлялось строительство соборов как символов воинской славы: в честь победы над польско-литовскими интервентами (1625 г. Казанский собор (Москва)), взятия Казани Иваном Грозным (1555 г. храм Василия Блаженного, Москва) и т. д.
В строительстве храмов участвовали лучшие мастера, поэтому храмы представляют неповторимые, богато украшенные иконами, орнаментом и лепниной шедевры искусства. Подчёркивая величие веры, купола храмов и колокольни возвышались над всеми окружающими зданиями, в том числе над царскими дворцами и крепостными башнями. Однако часто рядом с большим храмом (с высокими куполами), или под ним, строился зимний храм с толстыми (не промерзающими) стенами, низкими потолками и маленькими оконцами, для лучшего сохранения тепла во время холодов.
Большое значение для православного храма имеет внутренняя акустика, от которой зависит громкость, чёткость и «благородность» звучания молитвословий и песнопений. Под высокими сводами каменных храмов звук голосов звучит более «раскатистым» и «величавым», однако чрезмерное эхо может делать слова молитв мало разборчивыми, например: «Па́ки и па́ки…» звучит как многократно повторяющиеся и наслаивающиеся друг на друга: «па-па-па-ки-ки-ки-» и т. п. В этих случаях для уменьшения излишнего акустического эффекта иногда в храме пол покрывается паркетом из дерева, поглощающего звук. В очень высоких храмах (более 50 метров) человеческого голоса обычно уже, наоборот, не хватает для наполнения храма, и для произнесения подбираются точки наиболее сильного отражения звука от внутренних архитектурных элементов храма, а прежде также для звукового резонанса в стенах храма устраивались особые полости (голосники), внешне напоминающие кувшины. В некоторых современных храмах используются электрические микрофоны и динамики.

### Новые традиции
В рамках РПЦ часть общепринятых представлений относительно имманентных особенностей православного зодчества (канон и каноническая традиция, символизм архитектурных элементов, особая «традиционность» архитектурных школ, тяготеющая к образу храма с золотыми куполами и белыми стенами) представляет собой недавнее изобретение, возникшее в результате переосмысленной либо изобретённой традиции, но не утерянной и возрожденной. Эта новая традиция создаёт некоторые препятствия сохранению памятников историко-культурного наследия, замещая аутентичные особенности зодчества собирательными образами архитектуры предыдущих эпох (см. также Антиреставрация храмов Беларуси). Изобретённый характер этой традиции, который подразумевает жёсткое повторение и попытки избежать отступление от образца, а не творческую интерпретацию зодчества прошлого, стал одним из основных ограничений развития художественно убедительной храмовой архитектуры, соответствующей потребностям Православной церкви в XXI веке.

### Болгария
История храмовой архитектуры Болгарии относится к периоду с IX по XIV в.в.
Рассматриваемый временной промежуток включает в себя три важных исторических периода:
- эпоху Первого Болгарского царства (680—1018 г.г.);
- полуторавековое Византийское владычество (1018—1185 г.г.);
- и эпоху Второго Болгарского царства (1186—1396 г.г.).

В 1396 году вместе с Турецким игом, принёсшим с собой упадок искусства и ограничение строительства, начинается новый этап для культурной жизни Болгарии, которая снова обрела независимость только в 1908 г.
В 865 г. христианство было провозглашено официальной религией Болгарии.
Архитектура Первого Болгарского царства.
Культурные центры — Плиска, Преслав, Западная Македония.
Зодчество первых болгарских столиц известно своим монументализмом в первой стадии развития и декоративностью, полихромией в период преславской архитектуры, которая преодолевает тяжёлый монументализм и делает шаги в сторону освобождения от базиликальных приёмов. 

Характерные для преславской архитектуры черты — оригинальный план, комбинирование различных архитектурных приёмов, нарядность и красочность декоративного убранства
.
Культовая архитектура представлена трёхнефными базиликами, сложносоставной «Большой базиликой», церковью с центрическим планом, бесстолпными купольными церквями и четырёхстолпными однокупольными храмами.
Традиционной чертой церковной архитектуры этого периода является наличие глухих арок как декоративного элемента.
Архитектура Второго Болгарского царства.
Культурные центры — Тырново, Месемврия и др.
Сопоставляя общественный строй и характер зодчества Первого и Второго Болгарских царств, выявляется взаимосвязь между варварской, но хрупкой организацией Первого царства и его суровой монументальной архитектурой строгих пропорций. В то время как Феодальная раздробленность Второго находит выражение в архитектуре мелких форм.
Развитие архитектуры в XII—XIV в.в. имело схожие черты с архитектурными традициями Первого царства, однако из-за византийского владычества и феодальной раздробленности строительство культовых сооружений характеризуется меньшими размерами и разнообразием архитектурных форм.

Храмовая архитектура представлена четырёхстолпными, трёхконховыми купольными (однонефные постройки с полукруглыми апсидами на востоке, севере и юге) и бесстолпными купольными церквями.
- выделяют константинопольский тип — четырёхстолпные церкви с предапсидным пространством;
- и провинциальный тип — четырёхстолпные церкви без прямоугольного предапсидного пространства, в которых купол располагается на продольных стенах, а не на колоннах или столбах.